# Luiza Helena de Bairros
Luiza Helena de Bairros, coneguda com a Luiza Bairros (Porto Alegre, 27 de març del 1953 - Ib., 12 de juliol del 2016) fou una sociòloga, activista del moviment negre, feminista i política brasilera. Del 2011 al 2014 fou ministra de la Secretaria de Polítiques de Promoció de la Igualtat Ètnica en el primer govern de Dilma Rousseff. Durant la seua gestió creà el Sistema Nacional de Promoció de la Igualtat Ètnica amb l'objectiu de construir polítiques públiques en la lluita contra el racisme.

## Trajectòria
Es graduà en Administració Pública i Empreses per la Universitat Federal de Rio Gran del Sud i s'especialitzà en Planificació Regional per la Universitat Federal de Ceará. Feu un màster en Ciències socials per la Universitat Federal de Badia i un doctorat en Sociologia per la Universitat de Michigan.
Nasqué a Porto Alegre i el 1979 es traslladà a Badia després de prendre contacte amb el Moviment Negre Unificat, del qual en fou líder. Milità en el moviment negre i en el feminista.
Entre 2001 i 2005 treballà en Nacions Unides en programes contra el racisme.
Per la lluita antiracista fou ministra de la Secretaria de Polítiques de Promoció de la Igualtat Ètnica en el primer govern de Dilma Rousseff.
Durant la seua gestió, creà el Sistema Nacional de Promoció de la Igualtat Ètnica, per tal de construir polítiques públiques en el combat contra el racisme de manera intersectorial, que enfortís també la participació i el control social. Implicà estats i municipis en les polítiques de promoció de la igualtat ètnica.
Va morir el 12 de juliol del 2016 a Porto Alegre per un càncer de pulmó.

### Feminisme negre
Bairros formà part del moviment negre que denuncia al Brasil el "mite de la democràcia ètnica". "Treballà a favor de la consciència negra mitjançant l'acció política", remarcà a la seua mort Nadine Gasman, representant d'ONU Dones Brasil.
En el moviment feminista plantejà necessitats i interessos específics de les dones negres i en l'acadèmia plantejà la necessitat de reconsiderar la construcció històrica de la població negra al Brasil, en especial de les dones negres.